# Florești (okręg Bacău)
Florești – wieś w Rumunii, w okręgu Bacău, w gminie Căiuți. W 2011 roku liczyła 67 mieszkańców.